# Pyramidelloides mirandus
Pyramidelloides mirandus là một loài ốc biển nhỏ, là động vật thân mềm chân bụng sống ở biển trong họ Eulimidae.